# تشارلز كيلر
تشارلز كيلر (بالإنجليزية: Charles Keeler)‏ هو عالم طبيعي وشاعر أمريكي، ولد في 7 أكتوبر 1871 في ميلواكي في الولايات المتحدة، وتوفي في 31 يوليو 1937.